# Abbaye Notre-Dame d'Ivry
Pour les articles homonymes, voir Abbaye Notre-Dame et Ivry.
L'abbaye Notre-Dame d'Ivry (sancta Maria de Ibreio) est une ancienne abbaye bénédictine, fondée au XIe siècle,  dont les vestiges se dressent sur la commune française d'Ivry-la-Bataille, dans le département de l'Eure, en région Normandie.
Ces vestiges font l'objet d'un classement partiel au titre des monuments historiques par arrêté du 30 janvier 1932. Seuls, le portail avec sa statue et l'arcade romane contiguë sont classés.

## Localisation
L'abbaye est située au nord, à l'écart, en dehors de la ville-enclose.

## Historique
L'abbaye Notre-Dame d'Ivry est fondée vers 1071 par Roger d'Ivry, comte anglo-normand du XIe siècle, originaire d'Ivry. Issu de la famille éponyme, échanson de Guillaume le Conquérant, qu'il accompagna en 1066 lors de la conquête normande de l'Angleterre.
L'abbaye, incendiée en 1087, est pillée en 1563, lors de la première guerre de Religion, par les Calvinistes, causant la perte de l'église abbatiale, sous l'abbatiat de Philibert Delorme (1548-1560) et qui sera relevée sous l'abbatiat de Jacques de Poitiers.
L'abbaye porte les armes des seigneurs d'Ivry : « d'or à trois chevrons de gueules ».

### Réforme de Saint-Maur

d'or à trois chevrons de gueules

La congrégation bénédictine de Saint-Maur entreprend de réformer la plupart des monastères français par la restauration de la discipline, du travail intellectuel et des travaux d'érudition. Elle engage également de vastes reconstructions, dont bénéficie largement l'abbaye Notre-Dame du Bec — une des premières abbayes à être réformées. À cet instar, l'abbaye d'Ivry est relevée à partir de 1668 sous l'abbé commendataire Philippe de Vendôme.

### L'abbaye à la Révolution
L'abbaye est supprimée, puis vendue comme bien national à la Révolution (1791).

### Après la Révolution
Une filature de coton Ritouret Castel comportant l'installation de mull jennies investit le domaine de l'ancienne abbaye en 1805. Un incendie y a lieu en avril 1869.
Il ne reste de visible du domaine public que le portail d'entrée qui a conservé une partie de son décor du troisième quart du XIIe siècle, une statue-colonne sur les six qui ornaient les piédroits du portail, comme à l'un des portails de la cathédrale de Chartres et une arcade romane. Dans les propriétés voisines, il subsiste des substructions, et un mur renforcé de puissants contreforts.

## Architecture et mobilier
François-Joseph Mauduit (21 janvier 1821 † 28 novembre 1892) rapporte que « l'église était richement décorée de superbes tableaux, de statues en bois de hauteur humaine sculptées par les meilleurs ouvriers de Paris représentant Jésus Christ tenant sa croix, la Sainte Vierge, saint Benoît et un ange adorateur de chaque côté de l'autel, etc. ».
L'acquéreur (et/ou dépositaire) Levaigneur, paroissien de Saint-Martin, fit don de tout cela pour la décoration de l'église locale.
Les deux cloches de l'église abbatiale partent vers Breuilpont où elles sont échangées avec celles de l'église Saint-Martin (une refonte aura lieu en 1834).

### Iconographie
Le Monasticon Gallicanum consacre la planche XXII à la représentation de l'abbaye en 1687.
La mairie de la commune indique que le collectionneur Gustave de Reiset (1821-1905) lui a offert une gravure du plan d'origine du domaine.

### Liste des abbés
Couvre la période de 1071 à 1790